# هاپاوسی
هاپاوسی {{فنلاندی|Haapavesi) یک شهر در فنلاند است که در اوستروبوتنیای شمالی واقع شده‌است.

## خواهرخوانده
شهر الوسبین خواهرخواندهٔ هاپاوسی هست.